# Koreja pod japanskom upravom
Koreja pod japanskom upravom odnosi se na razdoblje između 1910. i 1945. kad je Korejsko Carstvo bilo pripojeno Japanskom Carstvu. Korejska dinastija Joseon potpala je pod japansku sferu utjecaja nakon sklapanja Japansko-korejskog ugovora iz 1876. Složena koalicija vlade iz razdoblja Meiji, vojske i poslovnih dužnosnika počela je integrirati politiku i gospodarstvo Korejskog poluotoka s Japanom. Korejsko Carstvo, proglašeno 1897., postalo je protektorat Japana Japansko-korejskim ugovorom iz 1905. Japan je potom posredno upravljao državom preko japanskog generalnog rezidenta Koreje. Japan je formalno anektirao Koreju Japansko-korejskim ugovorom iz 1910. bez pristanka bivšeg korejskog cara Gojonga, namjesnika cara Sunjonga. Nakon aneksije Japan je proglasio da će Koreja nadalje biti međunarodno poznata kao Chōsen; teritorijem je upravljao generalni guverner Chōsena sa sjedištem u Keijōu (Seulu).
Japanska vladavina posvetila se korejskoj japanizaciji ubrzavši industrijalizaciju koja je počela tijekom razdoblja reforme Gwangmu od 1897. do 1907., a usto se bavila javnim radovima i borbom protiv pokreta za nezavisnost Koreje. Javni radovi uključivali su razvoj željeznice (linija Gyeongbu, linija Gyeongui, linija Gyeongwon) i poboljšanje glavnih cesta i luka koje su podupirale gospodarski razvoj. Korejska je prosječna stopa rasta BDP-a između 1912. i 1937. iznosila 4,2 %.
Japanska vladavina Korejom službeno je završila 2. rujna 1945. nakon predaje Japana u Drugom svjetskom ratu, a oružane snage Sjedinjenih Država i Sovjetskog Saveza okupirale su to područje. Pravno je završeno osnivanjem Republike Koreje 15. kolovoza 1948. Podjelom Koreje razdvojen je Korejski poluotok na dvije vlade i različite gospodarske sustave – sjevernim je dijelom upravljala Sovjetska civilna uprava, a južnim vlada vojske Sjedinjenih Država. Godine 1965. Ugovorom o temeljnim odnosima između Japana i Južne Koreje proglašeno je da su nejednaki ugovori između Japana i Koreje, posebno oni iz 1905. i 1910. već postali ništavni u vrijeme njihova proglašenja.